# スーパー鉄球ファイト!
『スーパー鉄球ファイト!』（スーパーてっきゅうファイト!）は1995年9月15日にバンプレストから発売されたアクションゲーム。

## ゲーム内容
SDにディフォルメされたロボットアニメや特撮作品のキャラクターが戦うクロスオーバー作品「コンパチヒーローシリーズ」の1つ。格子状に仕切られたステージで、鉄球を使ってブロックを壊し、中に入っているパワーアップアイテムを取りつつ敵を倒していくトップビューアクションゲームである。格子状のステージやブロック破壊によるアイテム入手など、ハドソンの「ボンバーマンシリーズ」における爆弾を鉄球に置き換えたようなゲームデザインとなっている。使用できるプレイヤーキャラクターはRX-78ガンダム、仮面ライダーBLACK RX、ウルトラマンパワード、ロアの4人。

## システム
プレイヤーが取れる行動には、「鉄球を打ち出す」、「ジャンプ」、「タイルめくり」、「歩く」の4つがある。
鉄球を打ち出す
鉄球は上下左右に打ち出すことができ、鎖が伸びきるか障害物にぶつかると戻ってくる。鉄球を出した方向と逆方向を入力すると鉄球はすぐに戻ってくる。鉄球が戻るまで他の行動はできない。相手キャラクターに鉄球がぶつかるとダメージになる。ブロックに鉄球がぶつかると、ブロックの種類に応じたリアクションが発生する。（壊れる、炎が出るなど）
ジャンプ
ジャンプは上下左右にブロックを1マス分飛び越えることができる。着地点にブロックがある場合は着地できるまで続けてジャンプをする。また、鉄球で破壊可能なブロックは2回踏みつけることで破壊できる。タイルの無い場所に着地すると落下してダメージとなる。
タイルめくり
正面のタイルをめくってタイルの上にいる相手を怯ませることができる。怯んだ相手はダメージを受けないものの、一定時間行動不能になる。めくられたタイルはウェーブとなってひとつ先のタイルに伝播していくため、離れた相手も怯ませることができる。
歩く
タイルの上を歩くことができる。ブロックがある場所やタイルの無い場所は歩くことができない。タイルのある場所からタイルの無い場所へ歩いて侵入することはできないため、歩きすぎて勢いあまって落下することは無い。

### ブロックとタイル
ブロック
ノーマルブロック
破壊できないブロック。
砲台
鉄球をぶつけるか踏みつけると4方向に弾を発射する。弾に触れるとダメージを受ける。
ツタ
鉄球をぶつけるか踏みつけると4方向にツタが伸びる。ツタに触れるとダメージを受ける。
火炎放射
鉄球をぶつけるか踏みつけると4方向に炎が伸びる。炎に触れるとダメージを受ける。
タイル返し
鉄球をぶつけるか踏みつけると印の方向にタイルをめくる。
氷山
触れるとダメージを受ける。
岩石、切り株、氷、スペシャルブロック、アンモナイト
破壊できるブロック。破壊したときにアイテムがでることがある。
タイル
アイスバーン
乗ると滑るタイル。タイルの無い場所に向かって滑るとそのまま落下する。
ウェーブ返し
印の方向にウェーブの向きを変更する。
その他
ヒトデ、ラフレシア
鉄球をぶつけるか踏みつけると消えるが、一定時間経つと復活する。
エネルギー体
浮遊しており触れるとダメージを受ける。

### アイテム
ブロックを破壊すると、その場にアイテムが出現することがある。アイテムを拾うとキャラクターの能力がアップする。ストーリーモードでダメージを受けると上昇した能力はダウンする。VSモードでダメージを受けると拾ったアイテムが周囲に散らばる。
重鉄球
鉄球が大きくなり固いブロックを1回で壊すことができる。
チェーン
鎖の伸びる距離が上がる。
×2
2方向に鉄球を打ち出す。さらに取ると、4方向に打ち出すことができる。（VSモードのみ）
ゴールド鉄球
ブロックを貫通し、壊すことができる。貫通するため、鎖が伸びきるまで鉄球は戻ってこない。
シューズ
移動スピードが上がる。
ウェーブ
タイルをめくることができる。（VSモードのみ）
ハート
バイタリティが3つ回復する。（ストーリーモードのみ）
1UP
プレイヤーの残機数が1つ上がる。（ストーリーモードのみ）
POWER
各キャラクター固有の必殺技が使える。3個までストックできる。（ストーリーモードのみ）

### 必殺技
プレイヤーキャラクターはそれぞれ固有の必殺技をもっている。必殺技は一定時間効果があり、発動中もキャラクターを操作できる。
RX-78ガンダム
3つの鉄球を飛ばし、敵を追尾し続ける。
仮面ライダーBLACK RX
自分の周囲に三つの鉄球を回転させる。
ウルトラマンパワード
回転する鉄球を飛ばす。一定時間操作可能。
ロア
一定時間、空から大量の鉄球を落とす。

## ゲームモード

### ストーリーモード
全7ステージでエリア構成は各8面となっており、全ての敵を倒すことでクリアとなる。制限時間は3分（ボスのみ無制限）。各ステージにはボスが待ち構えており、倒すとステージクリアとなる。2人同時プレイも可能。

### VSモード
シングル形式の対戦（タッグ形式はない）でバイタリティ制となっている（バイタリティは全部で8）。1Pはガンダム、2PはRX、3Pはパワード、4Pはロアを操作する。鉄球を使って相手にダメージを与えていき、自分以外のキャラクターのバイタリティを0にすれば勝ち。Yボタンでタイルをひっくり返すことができ、相手をひるませることができる。また相手の頭上を踏むことでひるませることも可能。尚、特定のパスワードを入力することで同キャラで対戦することもできる。
このVSモードでは制限時間は表示されないものの、時間がしばらく経つと「HURRY!」の字幕が流れるとともに床が崩れていき、強制的に決着が付けられる。

## 敵キャラクター
| 区分             | ウルトラシリーズ | 仮面ライダーシリーズ | ガンダムシリーズ |
| ---------------- | ---------------- | -------------------- | ---------------- |
| ザコキャラクター | ゴモラ           | 蜘蛛男               | ザクII           |
| ザコキャラクター | ノーバ           | シオマネキング       | ゴック           |
| ザコキャラクター | レッドキング     | アポロガイスト       | グフ             |
| ザコキャラクター | ウー             | 鋼鉄参謀             | ドム             |
| ザコキャラクター | バルタン星人     | 磁石団長             | ヤクト・ドーガ   |
| ボスキャラクター | ゼットン         | 十面鬼               | ハイ・ゴック     |
| ボスキャラクター | キングジョー     | キングダーク         | ジオング         |